# كاليغرا شيت
كي سبريد هي برنامج كدي (حزمة كي أوفيس) للجداول الحسابية الممتدة. يحتوي على الكثير من الدوال والقوالب ويدعم برمجة السكربت على أكثر من لغة برمجية. يعتبر نظير لكل من أوبن أوفيس.أورج كالك ومايكروسوفت إكسل.

## وصلات خارجية
- طقم المكتب كي أوفيس.